# Мир (футбольный клуб)
«Мир» (укр. «Мир») — украинский футбольный клуб из села Горностаевка Генического района (Херсонская область). Команда является чемпионом Украины среди любительских команд 2010 года.

## История
Команда основана при «Агрофирме „МИР“» в селе Горностаевка Генического района (Херсонская область).
В сезоне 2013/14 клуб выступал во второй лиге, но в связи с отсутствием финансирования после первого круга было принято решение о снятии клуба с соревнований. Во всех матчах второго круга клубу было присвоено техническое поражение со счётом 0:3. В ноябре 2013 года клуб был расформирован.
С сезона 2015/16 по сезон сезона 2018/19 команда снова выступала во второй лиге.

## Достижения
- Полуфиналист кубка лиги: 2009
- Чемпион Украины среди любительских команд: 2010
- Чемпион Херсонской области: 1995, 1997, 2005, 2006, 2007
- Обладатель кубка Херсонской области: 2006, 2007

### Достижения игроков
- Сергей Жигалов — лучший бомбардир чемпионата Украины среди любительских команд: 2009

## Главные тренеры
| Период    | Имя                 |
| --------- | ------------------- |
| 2011−2016 | Александр Сапельняк |
| 2016−2017 | Виктор Богатырь     |
| 2017−2019 | Александр Сапельняк |